# Émigré

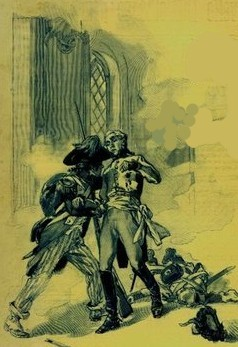
Émigré secouru par un carmagnole.

L'émigré est celui qui a quitté l’endroit où il se trouvait pour un autre endroit, un autre État, afin de s’y installer durablement.
Le substantif « émigrant » a un sens légèrement différent ; l’émigrant en effet est celui qui quitte l’endroit où il se trouve au moment où il le fait. 
L’émigration peut avoir plusieurs causes :
- économique : la recherche d’un emploi, d’une prospérité plus grande, de meilleures conditions de travail. C’est la principale cause d’émigration actuelle ;
- politique : la fuite d’un régime oppressif ; c’est le cas de nombreux aristocrates émigrés lors de la Révolution française ; ainsi que les conflits ethniques ou internationaux plus récents ;
- religieux : l’espoir d’une terre d’accueil plus tolérante ;
- climatique : le goût pour un environnement météorologique différent (en général plus chaud et plus ensoleillé) ; ou bien à cause des modifications de l'environnement (montée des eaux, catastrophes climatiques).
- fiscale : la volonté de se placer dans un légal et financier plus favorable. Ce phénomène joue particulièrement pour les strates les plus élevées de la société et en faveur de paradis fiscaux (Monaco, la Suisse, les Îles Caïmans) ou par l'expatriation fiscale.

## Émigration passée
En France, le terme « émigré » est apparu autour de 1791 pendant la Révolution française pour désigner toute personne quittant la France pour des raisons politiques. Ce terme a alors une connotation péjorative puisqu'il est surtout utilisé par les révolutionnaires pour nommer leurs adversaires.

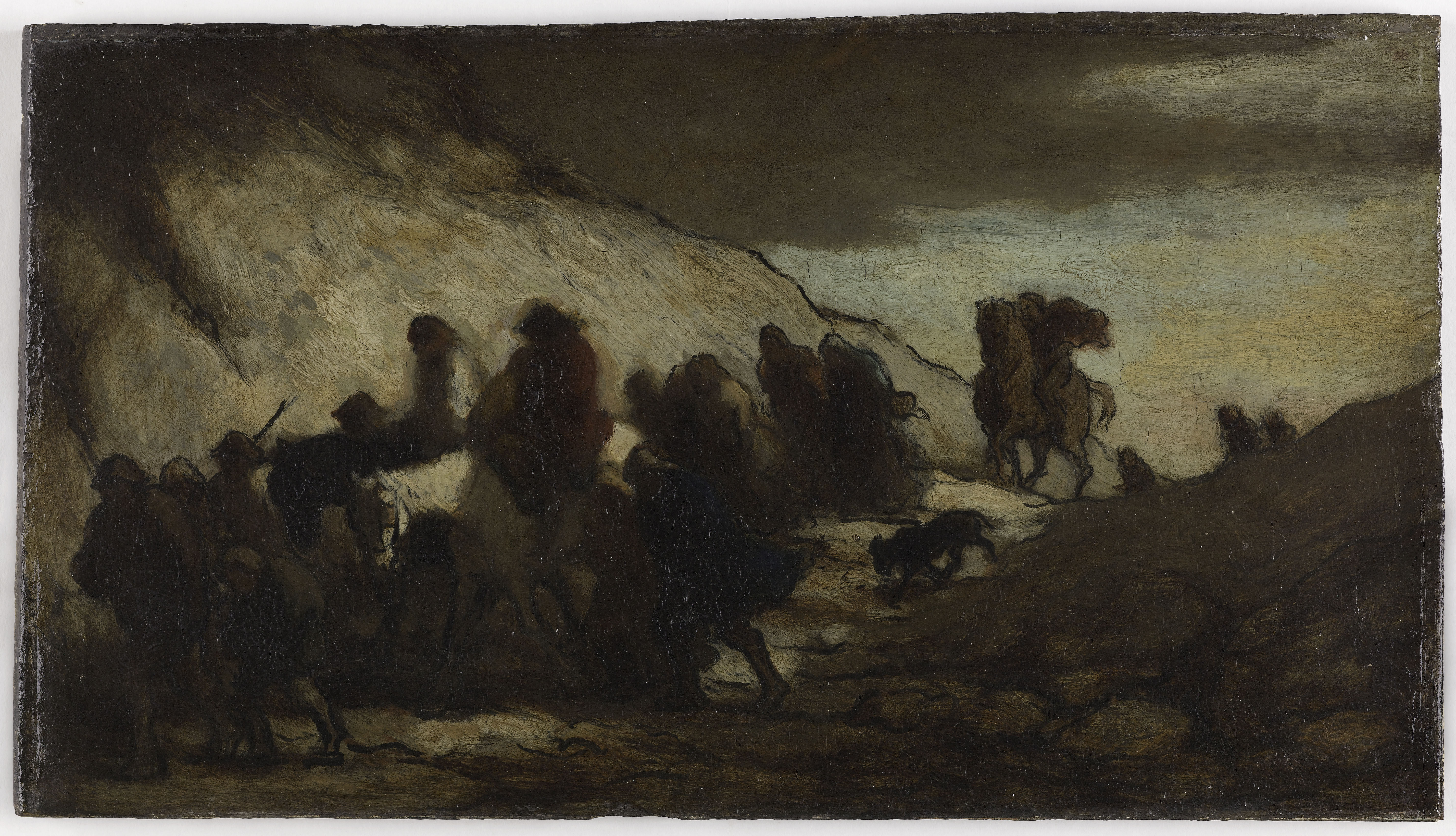
Les Émigrants, 1857
Honoré Daumier
Petit Palais, Paris

Le terme « émigrant  apparaît au XIXe siècle pour désigner les travailleurs chinois ou indiens (les coolies) transplantés dans les Antilles françaises pour remplacer les esclaves après l'abolition de l'esclavage.
Au cours du XIXe siècle et des suivants, l'émigré perd son sens d'exilé politique au profit d'expatrié pour des motifs économiques. Les deux termes ont aujourd'hui les définitions plus neutres données dans le résumé introductif ci-dessus.
Il y avait alors un Code des émigrés.

## Émigration actuelle
Pour différentes raisons, on se déplace de plus en plus et on s’installe de plus en plus loin (facilité accrue des moyens de déplacement, mondialisation économique, désir de découverte...). La question est de savoir jusqu’où ira ce phénomène migratoire ; mais il est bien difficile de répondre à cette interrogation.
Les principaux flux migratoires sont aujourd’hui plutôt dans le sens sud-nord, les habitants des pays les plus pauvres espérant trouver des conditions de vie meilleures pour eux et pour leur famille dans les pays plus riches. Les pays les plus développés connaissent ainsi un solde migratoire largement positif et cherchent à limiter l’immigration.
Un flux migratoire inverse existe, mais est beaucoup plus limité. Il concerne notamment une population aisée, et parfois retraitée, qui cherche des conditions climatiques plus clémentes.